# П'єр Рабо
П'єр Рабо (фр. Pierre Rabot, 1865 — 13 червня 1914) — французький яхтсмен.
Бронзовий призер Олімпійських Ігор 1908 року в класі 6 метрів.